# Malarz Achillesa

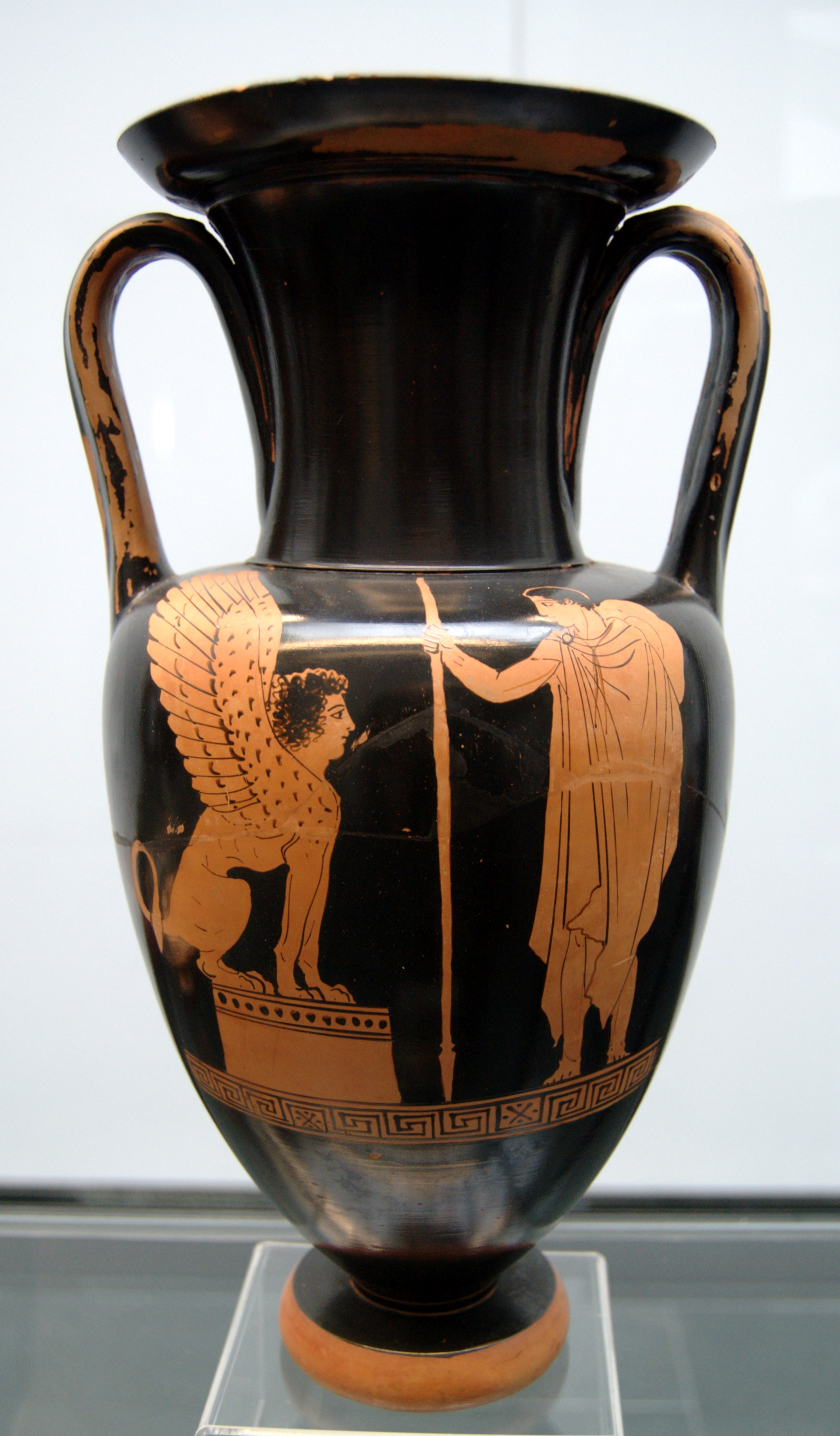
Amfora nolańska z przedstawieniem Edypa przed Sfinksem (440–430 p.n.e., zbiory Staatliche Antikensammlungen)

Malarz Achillesa – ateński malarz ceramiki, działający w połowie V wieku p.n.e., uważany za jednego z wybitniejszych malarzy wazowych z okresu panowania stylu klasycznego w technice czerwonofigurowej.
Jego umowne miano wywiedzione jest od jednego z przypisywanych mu dzieł – amfory zdobionej malowidłem przedstawiającym Achillesa i Bryzejdę, znajdującej się w Muzeum Watykańskim.
Amfora datowana jest na ok. 450 p.n.e. Przedstawienie Achillesa charakteryzuje się podobieństwem do współczesnych Malarzowi Achillesa dzieł Polikleta, zwłaszcza rzeźby Doryforosa. Ze sposobu umieszczania postaci (po jednej na każdej stronie wazy) badacze wyciągają wniosek, że twórca był prawdopodobnie związany (jako uczeń) z tzw. Malarzem Berlińskim. Czerwonofigurowa waza z Achillesem i Bryzeidą uważana jest za jeden z najpiękniejszych zachowanych przykładów malarstwa wazowego okresu klasycznego.
Oprócz amfor Malarz Achillesa malował charakterystyczne tylko dla Aten, białogruntowane lekyty przeznaczone na groby zmarłych, przedstawiając barwne postacie na białym tle. Naukowcy uważają, że ten rodzaj przedstawiania daje najlepsze wyobrażenie o monumentalnym malarstwie ściennym Polignota i Mikona, które się nie zachowało i znane jest jedynie z opisów starożytnych autorów.
Analizując styl Malarza Achillesa przypisano mu ponad 200 malowideł wazowych. Najbardziej znane oprócz naczynia z wyobrażeniem Achillesa i Bryzeidy, to lekyty z dwupostaciowymi scenami (dziewczyna przynosząca swej pani szkatułkę, pożegnanie młodzieńca z żoną, wojownik zakładający zbroję). Skromny lekyt artysty znajduje się w zbiorach stołecznego Muzeum Narodowego (nr inw. 198501 MNW). 
Jednym z obiektów przypisywanych temu twórcy jest znajdujący się w Muzeum Uniwersytetu Jagiellońskiego lekyt przedstawiający dwie kobiety stojące nad grobem, pochodzący ze zbiorów Mariana Sokołowskiego.